# Val-de-Cognac
Val-de-Cognac es una comuna nueva francesa situada en el departamento de Charente, de la región de Nueva Aquitania.

## Historia
Fue creada el 1 de enero de 2024, en aplicación de una resolución del prefecto de Charente de 25 de septiembre de 2023 con la unión de las comunas de Cherves-Richemont y Saint-Sulpice-de-Cognac, pasando a estar el ayuntamiento en la antigua comuna de Cherves-Richemont.

## Demografía
Según los datos aportados en la resolución del prefecto de Charente, la comuna se crea con 3596 habitantes.

## Composición
| Comuna delegada         | Código INSEE | Población (2021) | Superficie (km²) | Densidad (hab./km²) |
| ----------------------- | ------------ | ---------------- | ---------------- | ------------------- |
| Cherves-Richemont       | 16097        | 2285             | 37.94            | 60                  |
| Saint-Sulpice-de-Cognac | 16355        | 1183             | 23.82            | 50                  |